# Papillon (rasa psa)
Papillon – rasa psa, łącząca cechy spaniela i szpica, wraz z phalene uznawana przez Międzynarodową Federację Kynologiczną (FCI) za odmiany spaniela kontynentalnego (Epagneul nain continental). Papillon uznawany jest za odmianę ze stojącymi uszami. Wielu kynologów oraz organizacji kynologicznych traktuje papillona i phalene jako odrębne rasy, przy czym ich pochodzenie jest różnie wyjaśniane. Zgodnie z klasyfikacją amerykańską, należy do grupy psów ozdobnych i do towarzystwa.

## Etymologia nazwy
Nazwa rasy – wywodzona jest od francuskiego słowa papillon oznaczającego "motyl" – nawiązuje do kształtu uszu przypominających skrzydła motyla. Także biała strzałka wzdłuż głowy papillon kojarzy się z odwłokiem motyla.

## Rys historyczny
Rasa uznawana jest za jedną z najstarszych europejskich ras, znana była już co najmniej w XVI wieku. Pierwsza wzmianka o sprzedaży przedstawiciela rasy pochodzi z 1545 roku. Wśród autorów nie ma zgody co do pochodzenia rasy. Wiadomo, że powstała w Europie kontynentalnej. Jedni uważają, że przodkiem papillona mógł być spaniel karłowaty (Epagneul nain) sprowadzony prawdopodobnie z Chin do Hiszpanii. Inni twierdzą, że obecny papillon ze stojącymi uszami wywodzi się od ok. XIX wieku w prostej linii z phalene (z fr. ćma), rasy o zwisających uszach.
Rasa występowała na dworach hiszpańskich zabawiając damy dworu; papillony były popularne na większości dworów szlacheckich w Europie. Została uwieczniona w twórczości Rubensa, Van Dycka i innych. Przed rokiem 1480 psy przypominające osobniki tej rasy pojawiały się prawie wyłącznie na włoskich obrazach i można przypuszczać, że to z dworów książąt państw włoskich moda na papillony rozszerzała się stopniowo na resztę Europy. Do miłośniczek rasy należały między innymi królowe francuskie: Maria Medycejska, Anna Austriaczka i Maria Antonina, która nie rozstała się z psem tej rasy nawet po wtrąceniu do więzienia. Wskutek upodobania, jakie francuscy arystokraci znajdowali w papillonach, za Rewolucji Francuskiej rasa stała się obiektem ataków i znalazła na granicy wymarcia. Po raz pierwszy papillon został pokazany na wystawie w Londynie w 1923 roku, a w USA uznany w roku 1935. Oficjalne rozdzielenie odmian spaniela miniaturowego na papillony i phalene nastąpiło w roku 1969.

## Użytkowość
Papillon jest psem do towarzystwa, może pełnić funkcję stróża, dobrze znosi warunki miejskie. Potrafi polować na szczury. Rasa nadaje się do psiego sportu agility.

## Charakter i temperament
Psy tej rasy są wesołe, pełne temperamentu, łatwe do prowadzenia. Papillon jest bardzo inteligentny, przyjacielski i pewny siebie. Bardzo przywiązuje się do właściciela. Wobec obcych jest powściągliwy, czasem bywa nieufny lecz dobra socjalizacja może wykluczyć takie zachowanie.

## Wygląd

### Głowa
Stosunkowa lekka i krótka, proporcjonalna względem całego ciała. Stop dobrze zaznaczony. Kufa delikatna, zwężająca się, krótsza niż czaszka. Szczęka i żuchwa mocne, wargi suche, przylegające.

### Oczy
W kształcie migdałów, duże, ciemne. Powieki dobrze pigmentowane.

### Nos
Mały i czarny. Grzbiet nosa prosty.

### Uszy
Duże i delikatne, stojące, z mocną chrząstką w kształcie trójkąta, obficie owłosione. Osadzone szeroko, raczej z tyłu głowy, ustawione pod kątem 45 stopni.

### Sylwetka
W kształcie krótkiego prostokąta, harmonijna, umiarkowanie mocna. Szyja średniej długości, dobrze osadzona.

### Kończyny
Proporcjonalnej długości, proste, równolegle ustawione. Łapy owalne, długie, z mocnymi palcami i pazurami, obficie owłosione. Delikatny kościec.

### Umaszczenie
Psy tej rasy mają zwykle białe umaszczenie z rudymi lub czarnymi łatami. Według wzorca FCI dopuszczalne są wszelkie maści na białym tle. Na głowie biel nie może dominować.

## Zdrowie i pielęgnacja
Włos jest łatwy w pielęgnacji, wystarczy 1–2 razy w tygodniu wyczesać psa, za pomocą gęstej  metalowej szczotki i grzebienia.
- Problemy zdrowotne: wypadanie rzepki kolanowej, postępujący zanik siatkówki, skłonności do łamania kości
- Ruch: lubi spacery
- Żyje przeważnie 13–15 lat[3].